# Adattamenti cinematografici e televisivi dei romanzi di Agatha Christie
Questo è l'elenco degli adattamenti cinematografici, film televisivi ed episodi di serie televisive tratti dai romanzi e racconti di Agatha Christie.
| Anno      | Film | Opera da cui è tratto                                                                                     | Note                    |
| --------- | --- | --- | ----------------------- |
| 1928      | The Passing of Mr. Quin                                                                                      | Dal racconto "È arrivato il signor Quin" della raccolta Il misterioso signor Quin                         |                         |
| 1929      | Die Abenteurer G.m.b.H.                                                                                      | Dal romanzo Avversario segreto                                                                            |                         |
| 1931      | Alibi | Dal romanzo L'assassinio di Roger Ackroyd                                                                 |                         |
| 1931      | Black Coffee                                                                                                 | Dalla commedia Caffè nero                                                                                 |                         |
| 1932      | Le coffret de laque                                                                                          | Dalla commedia Caffè nero                                                                                 |                         |
| 1934      | Lord Edgware Dies                                                                                            | Dal romanzo Se morisse mio marito                                                                         |                         |
| 1937      | L'ora del supplizio (Love from a Stranger)                                                                   | Dal racconto "Il villino degli usignoli" della raccolta Il mistero di lord Listerdale e altre storie      |                         |
| 1937      | "Wasps' Nest", episodio della serie Theatre Parade                                                           | Dal racconto "Nido di vespe" della raccolta I primi casi di Poirot                                        |                         |
| 1938      | Love from a Stranger                                                                                         | Dal racconto "Il villino degli usignoli" della raccolta Il mistero di lord Listerdale e altre storie      | Film TV                 |
| 1945      | Dieci piccoli indiani (And Then There Were None)                                                             | Dal romanzo Dieci piccoli indiani                                                                         |                         |
| 1947      | Love from a Stranger                                                                                         | Dal racconto "Il villino degli usignoli" della raccolta Il mistero di lord Listerdale e altre storie      | Film TV                 |
| 1947      | Three Blind Mice                                                                                             | Dal racconto "Tre topolini ciechi" della raccolta Tre topolini ciechi e altre storie                      | Film TV                 |
| 1947      | L'affascinante straniero (Love from a Stranger)                                                              | Dal racconto "Il villino degli usignoli" della raccolta Il mistero di lord Listerdale e altre storie      |                         |
| 1949      | Witness for the Prosecution                                                                                  | Dal racconto "Testimone d'accusa" della raccolta Il segugio della morte                                   | Film TV                 |
| 1949      | Ten Little Niggers                                                                                           | Dal romanzo Dieci piccoli indiani                                                                         | Film TV                 |
| 1949      | "Witness for the Prosecution", episodio della serie The Chevrolet Tele-Theatre                               | Dal racconto "Testimone d'accusa" della raccolta Il segugio della morte                                   |                         |
| 1950      | "The Golden Ball", episodio della serie Royal Playhouse                                                      | Dal racconto "La palla dorata" della raccolta Il mistero di lord Listerdale e altre storie                |                         |
| 1950      | "Murder on the Nile", episodio della serie Kraft Theatre                                                     | Dal romanzo Poirot sul Nilo                                                                               |                         |
| 1950      | "Three Blind Mice", episodio della serie Sure As Fate                                                        | Dal racconto "Tre topolini ciechi" della raccolta Tre topolini ciechi e altre storie                      |                         |
| 1950      | "The Case of the Missing Lady", episodio della serie Nash Airflyte Theatre                                   | Dal racconto "L'introvabile signora Gordon" della raccolta Tommy e Tuppence: in due s'indaga meglio       |                         |
| 1950      | "Witness for the Prosecution", episodio della serie Danger                                                   | Dal racconto "Testimone d'accusa" della raccolta Il segugio della morte                                   |                         |
| 1951      | "Appointment with Death", episodio della serie Danger                                                        | Dal romanzo La domatrice                                                                                  |                         |
| 1952      | "The Red Signal", episodio della serie Suspense                                                              | Dal racconto "Il segnale rosso" della raccolta Il segugio della morte                                     |                         |
| 1952      | "They Came to Baghdad", episodio della serie Studio One in Hollywood                                         | Dal romanzo Il mondo è in pericolo                                                                        |                         |
| 1953      | "Witness for the Prosecution", episodio della serie Lux Video Theatre                                        | Dal racconto "Testimone d'accusa" della raccolta Il segugio della morte                                   |                         |
| 1954      | Die Fuchsjagd                                                                                                | Dalla commedia Trappola per topi                                                                          | Film TV                 |
| 1955      | Spider's Web                                                                                                 | Dalla piece teatrale La tela del ragno                                                                    | Film TV                 |
| 1955      | Dieci poveri negretti                                                                                        | Dal romanzo Dieci piccoli indiani                                                                         | Film TV                 |
| 1955      | "Hercule Poirot klärt den Mord im Orient-Express auf", episodio della serie Die Galerie der großen Detektive | Dal romanzo Assassinio sull'Orient Express                                                                |                         |
| 1955      | Musefælden                                                                                                   | Dalla commedia Trappola per topi                                                                          | Film TV                 |
| 1956      | Das Spinnennetz                                                                                              | Dalla piece teatrale La tela del ragno                                                                    | Film TV                 |
| 1956      | "A Murder Is Announced", episodio della serie Goodyear Playhouse                                             | Dal romanzo Un delitto avrà luogo                                                                         |                         |
| 1956      | "Três Ratinhos Cegos", episodio della serie Teledrama                                                        | Dal racconto "Tre topolini ciechi" della raccolta Tre topolini ciechi e altre storie                      |                         |
| 1957      | "O Caso dos Dez Negrinhos", episodio della serie Teledrama                                                   | Dal romanzo Dieci piccoli indiani                                                                         |                         |
| 1957      | Ein Fremder kam ins Haus                                                                                     | Dal racconto "Il villino degli usignoli" della raccolta Il mistero di lord Listerdale e altre storie      | Film TV                 |
| 1957      | Testimone d'accusa (Witness for the Prosecution)                                                             | Dal racconto "Testimone d'accusa" della raccolta Il segugio della morte                                   |                         |
| 1958      | Love from a Stranger                                                                                         | Dal racconto "Il villino degli usignoli" della raccolta Il mistero di lord Listerdale e altre storie      | Film TV                 |
| 1958      | Love from a Stranger                                                                                         | Dal racconto "Il villino degli usignoli" della raccolta Il mistero di lord Listerdale e altre storie      | Autrice non accreditata |
| 1959      | "Ten Little Niggers", episodio della serie ITV Play of the Week                                              | Dal romanzo Dieci piccoli indiani                                                                         |                         |
| 1959      | Ten Little Niggers                                                                                           | Dal romanzo Dieci piccoli indiani                                                                         | Film TV                 |
| 1960      | La tela del ragno (The Spider's Web)                                                                         | Dalla piece teatrale La tela del ragno                                                                    |                         |
| 1961      | "The Spider's Web", episodio della serie Kraft Mystery Theater                                               | Dalla piece teatrale La tela del ragno                                                                    |                         |
| 1961      | Assassinio sul treno (Murder She Said)                                                                       | Dal romanzo Istantanea di un delitto                                                                      |                         |
| 1961      | Teia de Aranha                                                                                               | Dalla piece teatrale La tela del ragno                                                                    | Film TV                 |
| 1962      | "Hercule Poirot", episodio della serie General Electric Theater                                              | Dal racconto "La sparizione del signor Davenheim" della raccolta Poirot indaga                            |                         |
| 1963      | Rule of Three                                                                                                | Dalla piece teatrale Rule of Three                                                                        | Film TV                 |
| 1963      | Assassinio al galoppatoio (Murder at the Gallop)                                                             | Dal romanzo Dopo le esequie                                                                               | [ 2 ]                   |
| 1963      | "O Caso dos Dez Negrinhos", episodio della serie Grande Teatro Tupi                                          | Dal romanzo Dieci piccoli indiani                                                                         |                         |
| 1964      | Assassinio sul palcoscenico (Murder Most Foul)                                                               | Dal romanzo Fermate il boia                                                                               |                         |
| 1964      | Assassinio a bordo (Murder Ahoy)                                                                             | Nessuno                                                                                                   |                         |
| 1965      | Gumnaam | Dal romanzo Dieci piccoli indiani                                                                         | [ 4 ]                   |
| 1965      | Dieci piccoli indiani (Ten Little Indians)                                                                   | Dal romanzo Dieci piccoli indiani                                                                         | [ 4 ]                   |
| 1965      | Poirot e il caso Amanda (The Alphabet Murders)                                                               | Dal romanzo La serie infernale                                                                            |                         |
| 1967      | Ein Fremder klopft an                                                                                        | Dal racconto "Il villino degli usignoli" della raccolta Il mistero di lord Listerdale e altre storie      | Film TV                 |
| 1969      | Zehn kleine Negerlein                                                                                        | Dal romanzo Dieci piccoli indiani                                                                         | Film TV                 |
| 1969      | "La toile d'araignée", episodio della serie Au théâtre ce soir                                               | Dalla piece teatrale La tela del ragno                                                                    |                         |
| 1970      | "Dix petits nègres", episodio della serie Au théâtre ce soir                                                 | Dal romanzo Dieci piccoli indiani                                                                         |                         |
| 1970      | Mord im Pfarrhaus                                                                                            | Dal romanzo La morte nel villaggio                                                                        | Film TV                 |
| 1972      | Champagne per due dopo il funerale (Endless Night)                                                           | Dal romanzo Nella mia fine è il mio principio                                                             |                         |
| 1973      | Dhund | Dalla piece teatrale L'ospite inatteso                                                                    |                         |
| 1973      | Black Coffee                                                                                                 | Dalla commedia Caffè nero                                                                                 | Film TV                 |
| 1974      | "Where There's a Will", episodio della serie I misteri di Orson Welles                                       | Dal racconto "La radio" della raccolta Il segugio della morte                                             |                         |
| 1974      | ...e poi, non ne rimase nessuno (Ein Unbekannter rechnet ab)                                                 | Dal romanzo Dieci piccoli indiani                                                                         |                         |
| 1974      | Assassinio sull'Orient Express (Murder on the Orient Express)                                                | Dal romanzo Assassinio sull'Orient Express                                                                | 1 Premio Oscar          |
| 1976      | "Pontikopagida", episodio della serie To theatro tis Defteras                                                | Dalla commedia Trappola per topi                                                                          |                         |
| 1978      | "Deka Mikroi Negroi", episodio della serie To theatro tis Defteras                                           | Dal romanzo Dieci piccoli indiani                                                                         |                         |
| 1978      | Assassinio sul Nilo (Death on the Nile)                                                                      | Dal romanzo Poirot sul Nilo                                                                               | 1 Premio Oscar          |
| 1980      | L'ospite inatteso                                                                                            | Dalla piece teatrale L'ospite inatteso                                                                    | Film TV                 |
| 1980      | La tana | Dal romanzo Poirot e la salma                                                                             | Film TV                 |
| 1980      | La tela del ragno                                                                                            | Dalla commedia La tela del ragno                                                                          | Film TV                 |
| 1980      | Delitto retrospettivo                                                                                        | Dal romanzo Il ritratto di Elsa Greer                                                                     | Film TV                 |
| 1980      | Perché non l'hanno chiesto a Evans? (Why Didn't They Ask Evans?)                                             | Dal romanzo Perché non l'hanno chiesto a Evans?                                                           | Film TV                 |
| 1980      | Verso l'ora zero                                                                                             | Dal romanzo Verso l'ora zero                                                                              | Film TV                 |
| 1980      | Kirifurisansou satsujin jiken                                                                                | Dal romanzo Verso l'ora zero                                                                              | Film TV                 |
| 1980      | Assassinio allo specchio (The Mirror Crack'd from Side to Side)                                              | Dal romanzo Assassinio allo specchio                                                                      |                         |
| 1981      | Endhauzo paslaptis                                                                                           | Dal romanzo Il pericolo senza nome                                                                        | Miniserie TV            |
| 1981      | Il mistero dei sette quadranti (Seven Dials Mystery)                                                         | Dal romanzo I sette quadranti                                                                             | Film TV                 |
| 1981      | Ten Little Indians                                                                                           | Dal romanzo Dieci piccoli indiani                                                                         |                         |
| 1982      | È troppo facile (Murder Is Easy)                                                                             | Dal romanzo È troppo facile                                                                               | Film TV                 |
| 1982      | Delitto sotto il sole (Evil Under the Sun)                                                                   | Dal romanzo Corpi al sole                                                                                 |                         |
| 1982      | "La moglie di mezz'età", episodio della serie L'ora di Agatha Christie                                       | Dal racconto "Il caso della moglie di mezz'età" della raccolta Parker Pyne indaga                         |                         |
| 1982      | "In uno specchio scuro", episodio della serie L'ora di Agatha Christie                                       | Dal racconto "In uno specchio scuro" della raccolta In tre contro il delitto                              |                         |
| 1982      | "La ragazza del treno", episodio della serie L'ora di Agatha Christie                                        | Dal racconto "La ragazza del treno" della raccolta Il mistero di lord Listerdale e altre storie           |                         |
| 1982      | "Il quarto uomo", episodio della serie L'ora di Agatha Christie                                              | Dal racconto "Il quarto uomo" della raccolta Il segugio della morte                                       |                         |
| 1982      | "Il militare scontento", episodio della serie L'ora di Agatha Christie                                       | Dal racconto "Il caso del militare scontento" della raccolta Parker Pyne indaga                           |                         |
| 1982      | "Fiore di magnolia", episodio della serie L'ora di Agatha Christie                                           | Dal racconto "Fiore di magnolia" della raccolta Intrigo alle Baleari e altre storie                       |                         |
| 1982      | "Il mistero del vaso azzurro", episodio della serie L'ora di Agatha Christie                                 | Dal racconto "Il mistero del vaso azzurro" della raccolta Il segugio della morte                          |                         |
| 1982      | "Il segnale rosso", episodio della serie L'ora di Agatha Christie                                            | Dal racconto "Il segnale rosso" della raccolta Il segugio della morte                                     |                         |
| 1982      | "In cerca di un lavoro", episodio della serie L'ora di Agatha Christie                                       | Dal racconto "In cerca di un lavoro" della raccolta Il mistero di lord Listerdale e altre storie          |                         |
| 1982      | "L'ardimento di Edward Robinson", episodio della serie L'ora di Agatha Christie                              | Dal racconto "L'ardimento di Edward Robinson" della raccolta Il mistero di lord Listerdale e altre storie |                         |
| 1982      | Testimone d'accusa (Witness for the Prosecution)                                                             | Dal racconto "Testimone d'accusa" della raccolta Il segugio della morte                                   | Film TV                 |
| 1982      | Spider's Web                                                                                                 | Dalla piece teatrale La tela del ragno                                                                    | Film TV                 |
| 1983      | Avversario segreto (The Secret Adversary)                                                                    | Dal romanzo Avversario segreto                                                                            | Film TV                 |
| 1983      | Miss Marple nei Caraibi (A Caribbean Mystery)                                                                | Dal romanzo Miss Marple nei Caraibi                                                                       | Film TV                 |
| 1983      | Cianuro a colazione (Sparkling Cyanide)                                                                      | Dal romanzo Giorno dei morti                                                                              | Film TV                 |
| 1983      | Tayna chyornykh drozdov                                                                                      | Dal romanzo Polvere negli occhi                                                                           |                         |
| 1983      | "La perla rosa", episodio della serie In due s'indaga meglio                                                 | Dal racconto "La perla rosa" della raccolta Tommy e Tuppence: in due s'indaga meglio                      |                         |
| 1983      | "Il signore vestito di carta", episodio della serie In due s'indaga meglio                                   | Dal racconto "Il signore vestito di carta" della raccolta Tommy e Tuppence: in due s'indaga meglio        |                         |
| 1983      | "La morte è di casa", episodio della serie In due s'indaga meglio                                            | Dal racconto "La morte è di casa" della raccolta Tommy e Tuppence: in due s'indaga meglio                 |                         |
| 1983      | "Il mistero del campo di golf", episodio della serie In due s'indaga meglio                                  | Dal racconto "Il mistero del campo di golf" della raccolta Tommy e Tuppence: in due s'indaga meglio       |                         |
| 1983      | "La Casa Rossa", episodio della serie In due s'indaga meglio                                                 | Dal racconto "La Casa Rossa" della raccolta Tommy e Tuppence: in due s'indaga meglio                      |                         |
| 1983      | "Gli stivali dell'ambasciatore", episodio della serie In due s'indaga meglio                                 | Dal racconto "Gli stivali dell'ambasciatore" della raccolta Tommy e Tuppence: in due s'indaga meglio      |                         |
| 1983      | "L'alibi perfetto", episodio della serie In due s'indaga meglio                                              | Dal racconto "Un alibi perfetto" della raccolta Tommy e Tuppence: in due s'indaga meglio                  |                         |
| 1983      | "L'uomo nella nebbia", episodio della serie In due s'indaga meglio                                           | Dal racconto "Un uomo nella nebbia" della raccolta Tommy e Tuppence: in due s'indaga meglio               |                         |
| 1984      | "L'introvabile signora Gordon", episodio della serie In due s'indaga meglio                                  | Dal racconto "L'introvabile signora Gordon" della raccolta Tommy e Tuppence: in due s'indaga meglio       |                         |
| 1984      | "I fringuelli", episodio della serie In due s'indaga meglio                                                  | Dal racconto "I fringuelli" della raccolta Tommy e Tuppence: in due s'indaga meglio                       |                         |
| 1984      | Prova d'innocenza (Ordeal by Innocence)                                                                      | Dal romanzo Le due verità                                                                                 |                         |
| 1984      | C'è un cadavere in biblioteca (Agatha Christie's Miss Marple: The Body in the Library)                       | Dal romanzo C'è un cadavere in biblioteca                                                                 | Film TV                 |
| 1985      | Vergini corpi frementi                                                                                       | Dal romanzo Dieci piccoli indiani                                                                         | Film porno              |
| 1985      | Assassinio allo specchio (Murder with Mirrors)                                                               | Dal romanzo Miss Marple: giochi di prestigio                                                              | Film TV                 |
| 1985      | Terrore per posta (Agatha Christie's Miss Marple: The Moving Finger)                                         | Dal romanzo Il terrore viene per posta                                                                    | Film TV                 |
| 1985      | Un delitto avrà luogo (Agatha Christie's Miss Marple: A Murder Is Announced)                                 | Dal romanzo Un delitto avrà luogo                                                                         | Film TV                 |
| 1985      | Caffè nero                                                                                                   | Dalla commedia Caffè nero                                                                                 | Film TV                 |
| 1985      | Polvere negli occhi (Agatha Christie's Miss Marple: A Pocket Full of Rye)                                    | Dal romanzo Polvere negli occhi                                                                           | Film TV                 |
| 1985      | Kiken na onnatachi                                                                                           | Dal romanzo Poirot e la salma                                                                             |                         |
| 1985      | Agatha Christie: 13 a tavola (Thirteen at Dinner)                                                            | Dal romanzo Se morisse mio marito                                                                         | Film TV                 |
| 1986      | Pelekautai                                                                                                   | Dalla commedia Trappola per topi                                                                          | Miniserie TV            |
| 1986      | Agatha Christie: Caccia al delitto (Dead Man's Folly)                                                        | Dal romanzo La sagra del delitto                                                                          | Film TV                 |
| 1986      | "Agatha Christie's The Last Seance", episodio della serie Shades of Darkness                                 | Dal racconto "L'ultima seduta" della raccolta Il segugio della morte                                      |                         |
| 1986      | Agatha Christie: Delitto in tre atti (Murder in Three Acts)                                                  | Dal romanzo Tragedia in tre atti                                                                          | Film TV                 |
| 1986      | Morte nel villaggio (Agatha Christie's Miss Marple: The Murder at the Vicarage)                              | Dal romanzo La morte nel villaggio                                                                        | Film TV                 |
| 1987      | Desyat negrityat                                                                                             | Dal romanzo Dieci piccoli indiani                                                                         |                         |
| 1987      | Addio Miss Marple (Agatha Christie's Miss Marple: Sleeping Murder)                                           | Dal romanzo Addio Miss Marple                                                                             | Film TV                 |
| 1987      | Miss Marple al Bertram Hotel (Agatha Christie's Miss Marple: At Bertram's Hotel)                             | Dal romanzo Miss Marple al Bertram Hotel                                                                  | Film TV                 |
| 1987      | Nemesi (Agatha Christie's Miss Marple: Nemesis)                                                              | Dal romanzo Miss Marple: Nemesi                                                                           | Film TV                 |
| 1987      | Istantanea di un delitto (Agatha Christie's Miss Marple: 4.50 from Paddington)                               | Dal romanzo Istantanea di un delitto                                                                      | Film TV                 |
| 1988      | Appuntamento con la morte (Appointment with Death)                                                           | Dal romanzo La domatrice                                                                                  |                         |
| 1989      | L'uomo dall'abito marrone (The Man in the Brown Suit)                                                        | Dal romanzo L'uomo vestito di marrone                                                                     | Film TV                 |
| 1989      | Dieci piccoli indiani (Ten Little Indians)                                                                   | Dal romanzo Dieci piccoli indiani                                                                         |                         |
| 1989      | Miss Marple nei Caraibi (Agatha Christie's Miss Marple: A Caribbean Mystery)                                 | Dal romanzo Miss Marple nei Caraibi                                                                       | Film TV                 |
| 1990      | Zagadka Endkhauza                                                                                            | Dal romanzo Il pericolo senza nome                                                                        |                         |
| 1990      | Myshelovka                                                                                                   | Dalla commedia Trappola per topi                                                                          |                         |
| 1990-2013 | Poirot (Agatha Christie: Poirot)                                                                             | Vari romanzi                                                                                              |                         |
| 1991      | Giochi di prestigio (Agatha Christie's Miss Marple: They Do It with Mirrors)                                 | Dal romanzo Miss Marple: giochi di prestigio                                                              | Film TV                 |
| 1992      | Assassinio allo specchio (Murder with Mirrors)                                                               | Dal romanzo Assassinio allo specchio                                                                      | Film TV                 |
| 1995      | Intrigo perverso (Innocent Lies)                                                                             | Dal romanzo Verso l'ora zero                                                                              |                         |
| 1995      | Suspicions                                                                                                   | Dal romanzo Dieci piccoli indiani                                                                         |                         |
| 1997      | Un cavallo per la strega (The Pale Horse)                                                                    | Dal romanzo Un cavallo per la strega                                                                      | Film TV                 |
| 2001      | Manekarezaru kyaku: Fujisanroku renzoku satsujin jiken                                                       | Dalla piece teatrale L'ospite inatteso                                                                    | Film TV                 |
| 2001      | Assassinio sull'Orient Express (Murder on the Orient Express)                                                | Dal romanzo Assassinio sull'Orient Express                                                                | Film TV                 |
| 2002      | Neudacha Puaro                                                                                               | Dal romanzo L'assassinio di Roger Ackroyd                                                                 | Film TV                 |
| 2003      | Shubho Mahurat                                                                                               | Liberamente tratto dal romanzo Assassinio allo specchio                                                   |                         |
| 2003      | Sparkling Cyanide                                                                                            | Dal romanzo Giorno dei morti                                                                              | Film TV                 |
| 2004-2005 | Agasa Kurisutî no meitantei Powaro to Mâpuru                                                                 | Vari romanzi                                                                                              |                         |
| 2004-2013 | Miss Marple (Agatha Christie's Marple)                                                                       | Vari romanzi                                                                                              |                         |
| 2005      | Due per un delitto (Mon petit doigt m'a dit...)                                                              | Dal romanzo Sento i pollici che prudono                                                                   |                         |
| 2005      | Meitantei Akafuji Takashi: ABC satsujin jiken                                                                | Dal romanzo La serie infernale                                                                            | Film TV                 |
| 2005      | Meitantei Akafuji Takashi: Aishi no sandoriyon                                                               | Dal romanzo Aiuto, Poirot!                                                                                | Film TV                 |
| 2006      | Uso o tsuku shitai                                                                                           | Dal romanzo Istantanea di un delitto                                                                      | Film TV                 |
| 2006      | Murder Party (Petits meurtres en famille)                                                                    | Dal romanzo Il Natale di Poirot                                                                           | Miniserie TV            |
| 2007      | Daijoyuu satsujin jiken                                                                                      | Dal romanzo Assassinio allo specchio                                                                      | Film TV                 |
| 2007      | Yokoku satsujin                                                                                              | Dal romanzo Un delitto avrà luogo                                                                         | Film TV                 |
| 2007      | L'heure zéro                                                                                                 | Dal romanzo Verso l'ora zero                                                                              |                         |
| 2008      | Alibi e sospetti (Le grand alibi)                                                                            | Liberamente tratto dal romanzo Poirot e la salma                                                          | [ 7 ]                   |
| 2008      | Le crime est notre affaire                                                                                   | Liberamente tratto dal romanzo Istantanea di un delitto                                                   | [ 8 ]                   |
| 2009-2016 | Little Murders by Agatha Christie (Les petits meurtres d'Agatha Christie)                                    | Vari romanzi                                                                                              | Serie TV                |
| 2012      | Grandmaster                                                                                                  | Dal romanzo La serie infernale                                                                            |                         |
| 2012      | Associés contre le crime...                                                                                  | Dal racconto "L'introvabile signora Gordon" della raccolta Tommy e Tuppence: in due s'indaga meglio       |                         |
| 2015      | Oriento kyuukou satsujin jiken                                                                               | Dal romanzo Assassinio sull'Orient Express                                                                | Miniserie TV            |
| 2015      | Abriaa Wa Laken: Innocent... However                                                                         | Vari romanzi                                                                                              | Serie TV                |
| 2015      | "The Secret Adversary: Part 1", episodio della serie Partners in Crime                                       | Dal romanzo Avversario segreto                                                                            |                         |
| 2015      | "The Secret Adversary: Part 2", episodio della serie Partners in Crime                                       | Dal romanzo Avversario segreto                                                                            |                         |
| 2015      | "The Secret Adversary: Part 3", episodio della serie Partners in Crime                                       | Dal romanzo Avversario segreto                                                                            |                         |
| 2015      | "N or M?: Part 1", episodio della serie Partners in Crime                                                    | Dal romanzo Quinta colonna                                                                                |                         |
| 2015      | "N or M?: Part 2", episodio della serie Partners in Crime                                                    | Dal romanzo Quinta colonna                                                                                |                         |
| 2015      | "N or M?: Part 3", episodio della serie Partners in Crime                                                    | Dal romanzo Quinta colonna                                                                                |                         |
| 2015      | Dieci piccoli indiani (And Then There Were None)                                                             | Dal romanzo Dieci piccoli indiani                                                                         | Miniserie TV            |
| 2016      | Chorabali | Dal romanzo Carte in tavola                                                                               | Serie TV                |
| 2016      | Looked Doors                                                                                                 | Dal romanzo È un problema                                                                                 | Serie TV                |
| 2016      | Testimone d'accusa (The Witness for the Prosecution)                                                         | Dal racconto "Testimone d'accusa" della raccolta Il segugio della morte                                   | Miniserie TV            |
| 2017      | Soshite daremo inakunatta                                                                                    | Dal romanzo Dieci piccoli indiani                                                                         | Miniserie TV            |
| 2017      | Mistero a Crooked House (Crooked House)                                                                      | Dal romanzo È un problema                                                                                 |                         |
| 2017      | Assassinio sull'Orient Express (Murder on the Orient Express)                                                | Dal romanzo Assassinio sull'Orient Express                                                                |                         |
| 2018      | Kuroido Goroshi                                                                                              | Dal romanzo L'assassinio di Roger Ackroyd                                                                 | Miniserie TV            |
| 2018      | Le due verità (Ordeal by Innocence)                                                                          | Dal romanzo Le due verità                                                                                 | Miniserie TV            |
| 2018      | Portrait | Dal romanzo Il ritratto di Elsa Greer                                                                     | Cortometraggio          |
| 2018      | Miseu Ma, Boksooui Yeoshin                                                                                   | Vari romanzi                                                                                              | Serie TV                |
| 2018      | Agatha Christie - La serie infernale (The ABC Murders)                                                       | Dal romanzo La serie infernale                                                                            | Miniserie TV            |
| 2019      | Yokoku Satsujin                                                                                              | Dal romanzo Un delitto avrà luogo                                                                         | Film TV                 |
| 2020      | Un cavallo per la strega (The Pale Horse)                                                                    | Dal romanzo Un cavallo per la strega                                                                      | Miniserie TV            |
| 2020      | Assassinio sul Nilo (Death on the Nile)                                                                      | Dal romanzo Poirot sul Nilo                                                                               |                         |
| 2023      | Assassinio a Venezia (A Haunting in Venice)                                                                  | Dal romanzo Poirot e la strage degli innocenti                                                            |                         |